# Pell Mária
Pell Mária, Pell Mária Paula (Budapest, 1885. szeptember 6. – Budapest, 1956. november 5.) zoológus, leánygimnáziumi tanár.

## Életútja
Pell Mór kereskedő és Máriaffy Zelma leányaként született. Az V. kerületi Markó utcai gimnáziumban érettségizett 1902-ben, azután a Budapesti Tudományegyetem bölcsészeti karára iratkozott, és 1907-ben vegytan-természetrajzból tanárnői oklevelet és még ugyanez évben doktorátust is nyert. Már egyetemi hallgatónő korában is tanított. 1908-ban Budapest székesfőváros közgyűlése tanárnővé választotta. Budapest első megválasztott középiskolai tanárnője. A Váci utcai leánygimnáziumban működött, ahová 1923-ban nyert beosztást.
Elismert kiváló zoológus volt, aki már doktori értekezésével, mely A halak oldalszervéről címen jelent meg, nagy feltűnést keltett. Osztatlan elismerést váltott ki az első és második Adria-expedíció medúzáiról írt tanulmányaival és a Torpedó Lorenzini-féle ampulláiról szóló felolvasásával, amelyet 1918. május 3-án tartott a Királyi Magyar Természettudományi Társulatban. Ő volt eddig az egyetlen magyar tudós, aki a Monte-Rosán lévő Angeló Mossó-féle laboratóriumban dolgozóasztalt kapott. E 3000 méter magasságban lévő tudományos laboratóriumban az ottani tengerszemek faunáját tanulmányozta.
Az első tanárnő, aki a bölcsészettudományi fakultásról mint vegytanszakos kikerült. Cikkezett a Természettudományi Közlönyben, az Ifjúsági vöröskeresztben és különösen A Tenger című folyóiratban, mely a Magyar Adria-Egylet kiadványa. Titkára volt ennek az egyletnek, valamint a Tengerkutató Bizottságnak, melynek választmányi tagja is. Értékes előadásokat tartott különböző líceumokban, angol, francia, német és olasz szakfordításai közismertek. 
1941-ben a Tisza István Tudományegyetem Bölcsészettudományi Karán „A tenger zooplanktonja" című tárgykörben egyetemi magántanár lett.
Halálát aknasérülés okozta 1956 novemberében.